# Charles S. Morehead
Charles Slaughter Morehead, född 7 juli 1802 i Nelson County, Kentucky, död 21 december 1868 i Greenville, Mississippi, var en amerikansk politiker. Han var ledamot av USA:s representanthus 1847–1851 och guvernör i delstaten Kentucky 1855–1859. I representanthuset var han whig och som guvernör representerade han knownothings.
Efter studier vid Transylvania University studerade Morehead juridik och inledde sin karriär som advokat i Christian County. Han var dessutom plantageägare med egendomar i Louisiana och Mississippi. Som talman i Kentuckys representanthus tjänstgjorde han 1841–1842 och 1844. År 1847 tillträdde han som kongressledamot efter att ha blivit invald som whigpartiets kandidat med omval två år senare. Efter fyra år i USA:s representanthus återvände Morehead till sin advokatpraktik och till sina plantager.
Whigpartiet splittrades under 1850-talet och Morehead gick med i knownothings. Partiets retorik mot katoliker och utlandsfödda var frän och våldsamheter förekom i Kentucky. Den 6 augusti 1855 inträffade kravaller i Louisville och dagen blev känd som den blodiga måndagen. Knownothings vann guvernörsvalet med Morehead som partiets kandidat och dessutom fick partiet majoritet i båda kamrarna av delstatens lagstiftande församling. I sitt installationstal tonade Morehead ned kampanjens främlingsfientliga retorik och lovade lika behandling för alla USA:s medborgare, också de utlandsfödda. Fängelseförhållandena förbättrades i Kentucky i och med att delstatens fängelse fick dubbelt så många celler som tidigare. De kvinnliga fångarna fick en egen våning i fängelset i Frankfort. År 1859 lämnade han guvernörsämbetet och arbetade sedan som advokat i Louisville fram till inbördeskrigets början. Under kriget framträdde han som högljudd motståndare till Abraham Lincoln trots att de båda hade representerat whigpartiet i kongressen på 1840-talet. Morehead ansåg visserligen att Kentucky borde ha en neutral linje under inbördeskriget men han fängslades på grund av de retoriska angreppen mot Lincoln. Efter att ha blivit villkorligt frigiven flydde han till utlandet. Efter några år i exil bosatte han sig i Mississippi.
Morehead avled 1868 och gravplatsen flyttades år 1879 till Frankfort Cemetery i Frankfort. Han var kusin till James Turner Morehead som var guvernör 1834–1836.